# Pohřeb v lodi

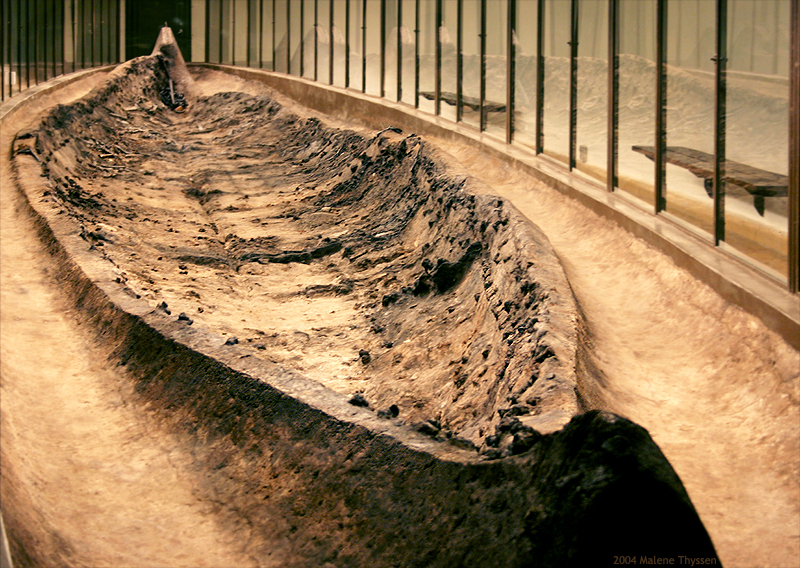
Loď z Ladby – jediný dochovaný vikinský pohřeb v lodi v Dánsku. Majitel lodi byl pohřben spolu s 11 koňmi a nejméně 4 psy.

Pohřeb v lodi je takový pohřeb, při němž loď nebo člun slouží buď přímo jako hrob pro mrtvé a jejich pohřební výbavu, nebo je součástí hrobové výbavy.  Tento způsob pohřbívání používaly různé námořnické národy v Evropě a Asii. Pozoruhodné pohřby tohoto typu nacházíme u germánských kmenů, zejména u Seveřanů známých jako vikingové, v období mezi roky 800 a 1050 našeho letopočtu, jakož i v případech popsaných v takzvaném Boxerově kodexu z konce 16. století.
U vikingů se pocty, jíž pohřeb v lodi byl, dostávalo obvykle pouze příslušníkům nejvyšších vrstev společnosti. Tito jedinci bývali uvnitř lodi pohřbíváni společně s nejrůznějšími předměty a zvířaty. Byli to především koně, psi a ptáci.

## Evropa
Pohřby v lodi byly v Evropě, zejména v té severní, v období raného středověku tradičním způsobem pohřbívání. Nálezy vikinských lodních pohřbů jsou významným zdrojem informací o jejich době a způsobu života. Tělo zemřelého bylo buď spáleno na pohřební hranici na pevnině, nebo pohřbeno celé. V severské mytologii byly lodě symbolem bezpečného přechodu do posmrtného života, podobně jako hrály významnou roli v životě vikingů.

### Nálezy pohřebních lodí v Evropě

#### Skandinávie

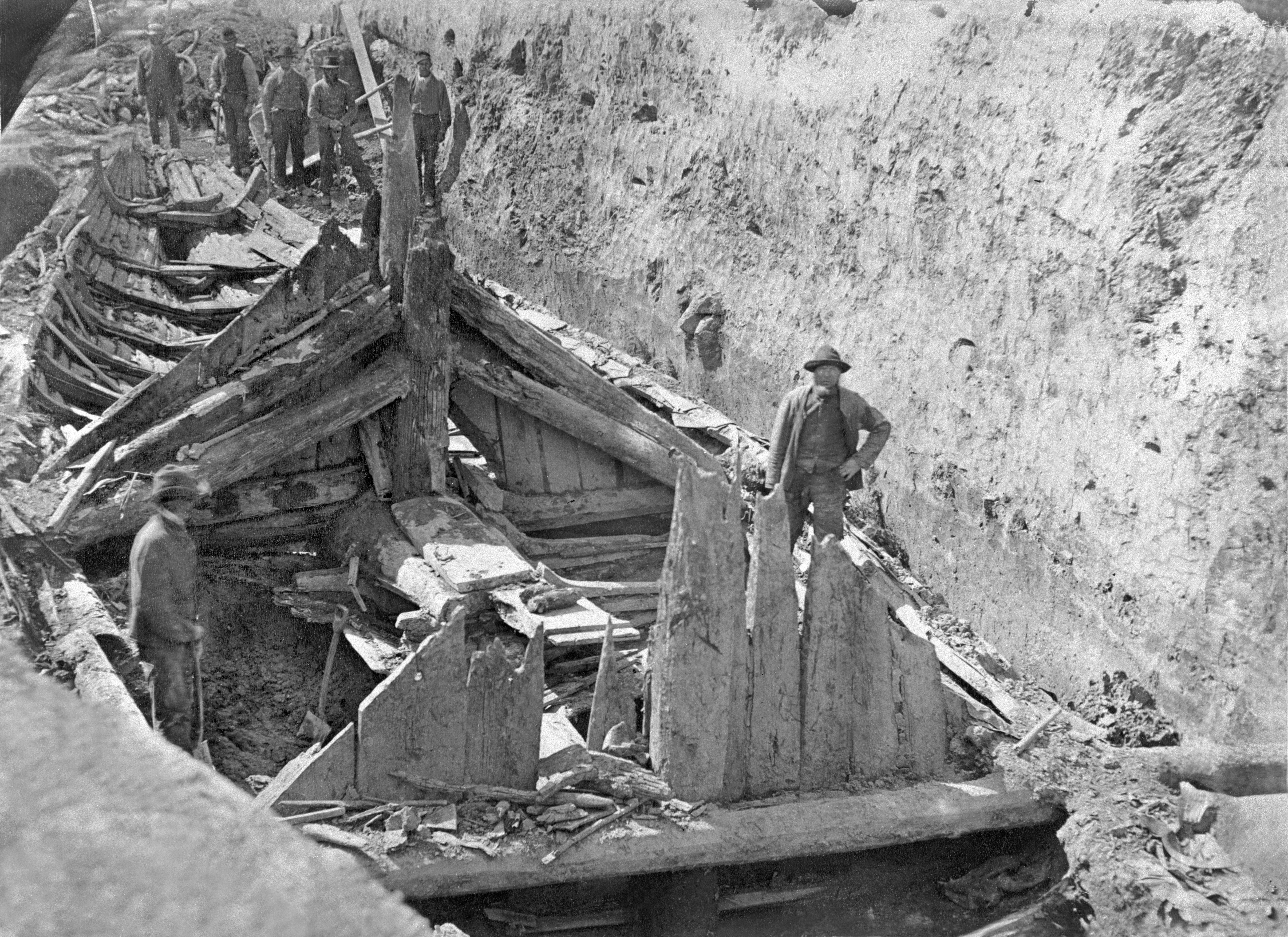
Odkrývání lodě z Gokstadu

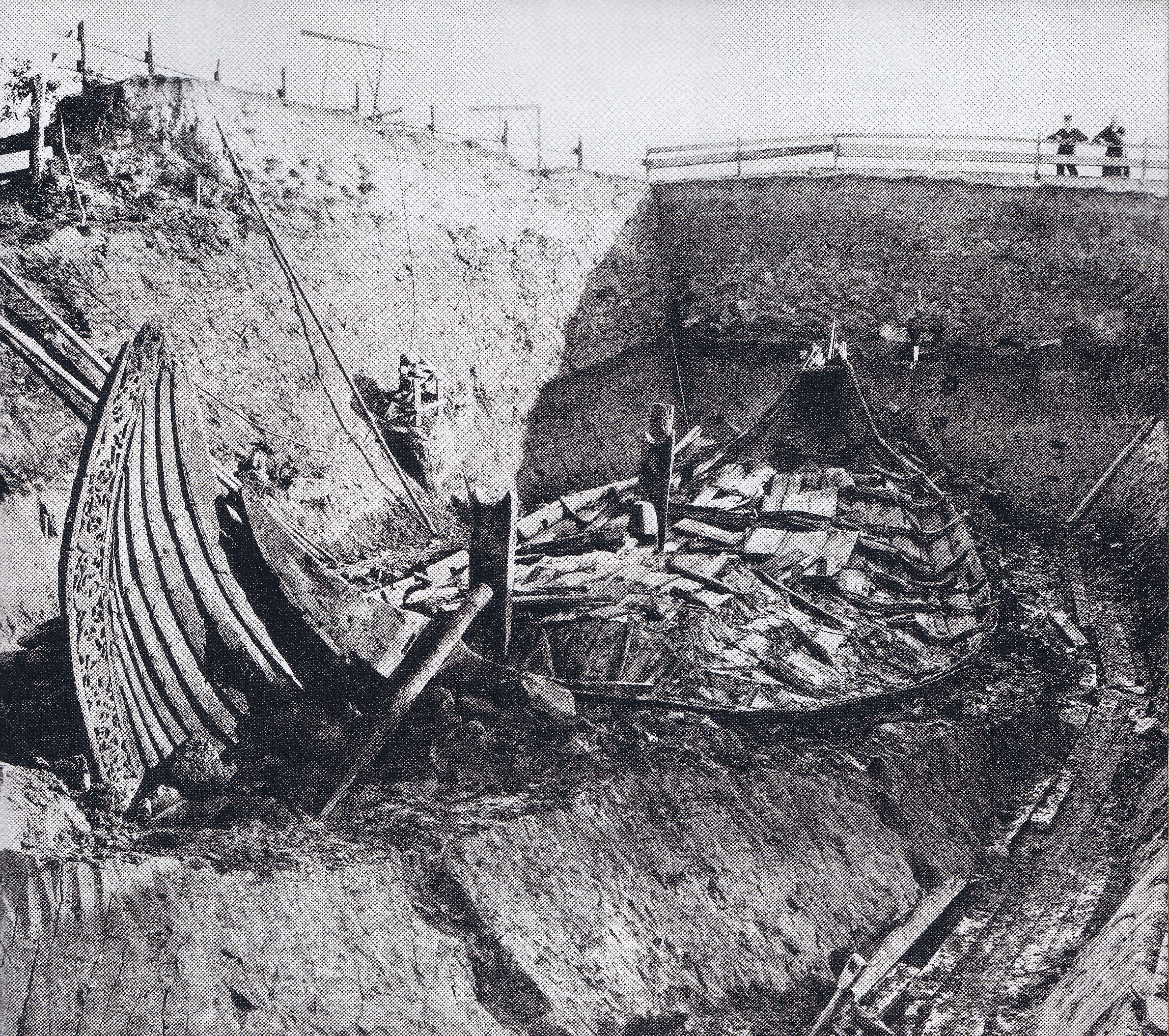
Naleziště lodě z Osebergu

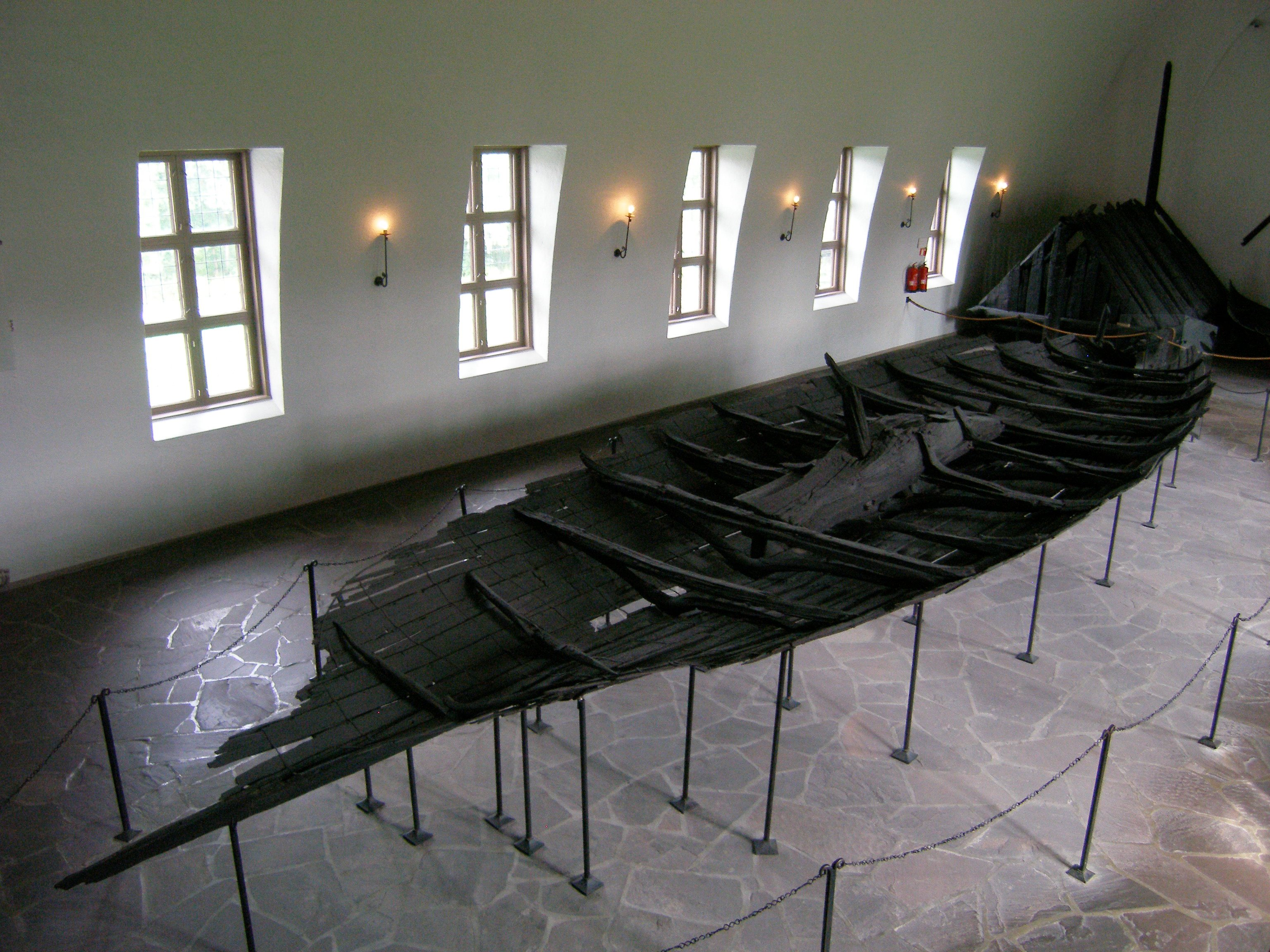
Vikinská loď z Tune v Muzeu vikinských lodí v Oslo

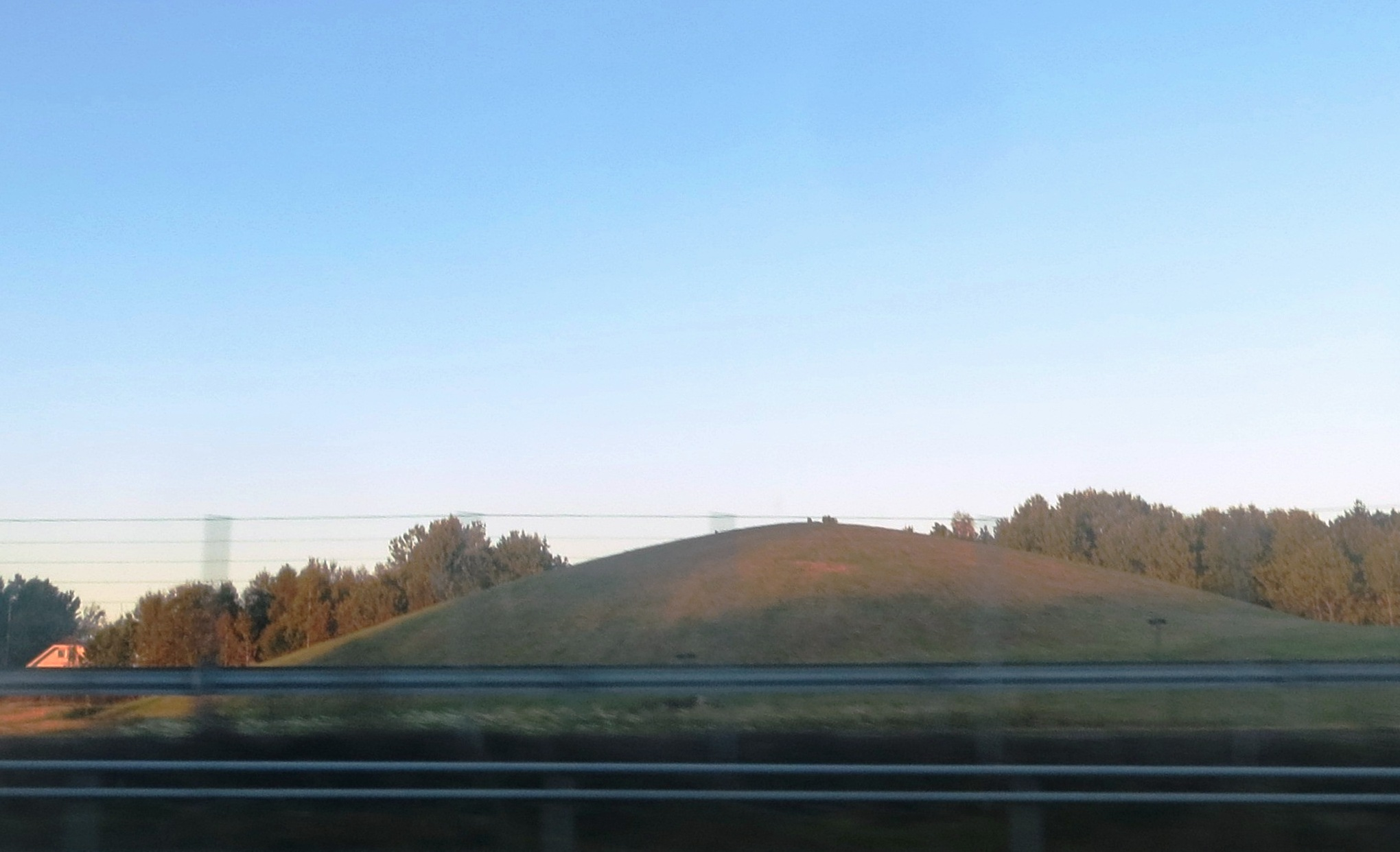
Vikinská pohřební mohyla v Gjellestadu

- Herlaugshaugen v kraji Trøndelag v Norsku – 60 metrů vysoká mohyla, v níž byl podle Snorriho Sturlusona pohřben král Herlaug. Tento pohřeb v lodi by měl být podle dendrochronologického datování nejstarší ve Skandinávii, neboť je datován do doby kolem roku 700 n. l.[5]
- Loď z Ladby – na ostrově Fyn v Dánsku[6]
- Gokstadská loď – ze Sandefjordu v kraji Vestfold v jižním Norsku[7]
- Oseberská loď – z Oseberské farmy u Tønsbergu v kraji Vestfold v Norsku[8]
- Loď z Tune – na ostrově Rolvsøy v kraji Østfold v jihovýchodním Norsku[9]
- Loď z Gjellestadu – ve správní obci Halden v kraji Østfold[10]

Gokstadská pohřební loď objevená v roce 1880 je největší dochovanou vikinskou lodí v Norsku. Měří 23,2 × 5,3 m, měla jeden stěžeň pro jednu velkou plachtu a její vnější stranu střídavě zdobily černé a žluté štíty. V lodi byl nalezen náčelník v pohřební komoře uvnitř lodního stožáru, obklopený řadou velkolepých předmětů, které mu měly poskytnout odpočinek a potěšení na cestě do posmrtného života. Kromě toho byla v lodi pohřbena také různá zvířata, jako koně, psi, pávi a jestřábi. Dendrochronologie naznačuje, že dřevo použité na loď bylo pokáceno kolem roku 890. Loď mohla pojmout 30 až 40 mužů.
Oseberská pohřební loď byla objevena roku 1904 pod 40 m širokou a více než 6 m vysokou mohylou z kamene, jílu a drnu. Loď dlouhá 21,5 m měla 5,6 m dlouhou pohřební komoru ve tvaru stanu umístěnou těsně za středem lodi. Díky izolačním vlastnostem modrého jílu zůstaly loď i bohatá pohřební výbava velice dobře zachovány.
Archeologové objevili dvě zachovalé vikinské pohřební lodě také nedaleko města Uppsala ve Švédsku. Celkem bylo ve Švédsku objeveno asi 10 pohřebních lodí. Archeologové je datují mezi roky 550 a 1050 n. l.

#### Pobaltí
- Salmské lodě – dvě lodě severského typu s klinkerovou obšívkou z ostrova Saaremaa ve stejnojmenném kraji v Estonsku. V lodích byly mezi roky 700–750 n. l. pochovány ostatky 41 válečníků zabitých v bitvě a s nimi 6 psů, 2 lovečtí jestřábi, četné zbraně a další předměty. [15]

#### Britské ostrovy

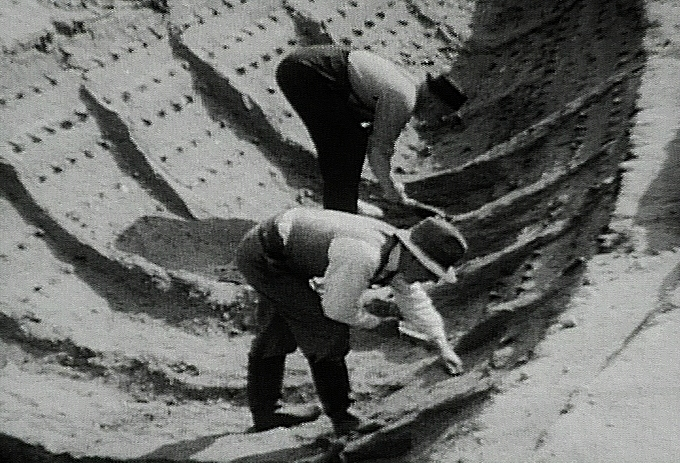
Vykopávky pohřební lodi v Sutton Hoo v roce 1939

- Loď ze Snape – anglosaský pohřeb v lodi ve vsi Snape v Suffolku na východě Anglie
- Loď ze Sutton Hoo – anglosaský pohřeb v lodi poblíž Woodbridge v anglickém hrabství Suffolk
- Lodě z Balladoole a Knock y Doonee – vikinské pohřby v lodi na ostrově Man[16]
- Loď z Port an Eilean Mhòir – jediný vikinský pohřeb v lodi na území ostrova Velká Británie. Mohyla byla objevena na poloostrově Ardnamurchan v pohoří Highlands ve Skotsku v roce 2006 a vykopána roku 2011.[17]
- Loď ze Scaru – vikinský pohřeb v lodi z obce Scar na ostrově Sanday v Orknejském souostroví.[18]

Pohřební loď v Sutton Hoo, již archeologové datují do raného 7. století, byla objevena roku 1939. Na místě se našlo mnoho anglosaských artefaktů, jež jsou v současnosti uloženy v Britském muzeu v Londýně. Jsou zde k vidění především nálezy z pohřební komory, například obřadní helma, štít, meč, lyra a kusy stříbrných plechů z východořímské říše. Historicky je pohřebiště velmi významné, jelikož objasňuje období anglického raného středověku. 

### Západní Evropa
- Solleveldský člun – jižně od nizozemského Haagu[19]
- Fallwardské čluny – severně od německého Bremerhavenu[20]
- Loď z Groix – na ostrově Groix u jižního pobřeží Bretaně ve Francii[21]

- Solleveldský člun dlouhý 5 m byl objeven v roce 2004 přesně 200 km východně od Sutton Hoo v Suffolku.[19] Člun z 1. poloviny 7. století je jedinou pohřební lodí objevenou v Nizozemsku.[22] Pohřební výbava obsahovala kromě meče spatha, nože seax, štítu a kopí také křesací soupravu.[19]

- Čluny z Fallwardu jsou dvě 4,5 m dlouhé, z dubu dlabané kánoe z první poloviny 5. století.[23] V prvním byla pohřbena žena, v druhém, s mnohem bohatější pohřební výbavou, muž. Součástí inventáře mužova lodního hrobu byl mimo jiné takzvaný Trůn z bažiny, tesaný stolec datovaný kolem roku 420. Je 65 cm vysoký, vytesaný z jednoho kusu olšové klády a je bohatě zdobený vyřezávanými geometrickými vzory. Dochovala se k němu i dřevěná podnožka.[23]

- Loď z Groix byla 14 m dlouhá, umístěná v mohyle o průměru 17 m. Bohatá pohřební výbava obsahovala mimo jiné mnoho zbraní všech typů – meče, ochranné štíty, sekeru, kopí, šípy a nůž.[21] Zbytky pohřební lodě asi z poslední třetiny 9. století byly vykopány v roce 1906.[24]

## Nálezy pohřebních lodí v Asii

### Čína

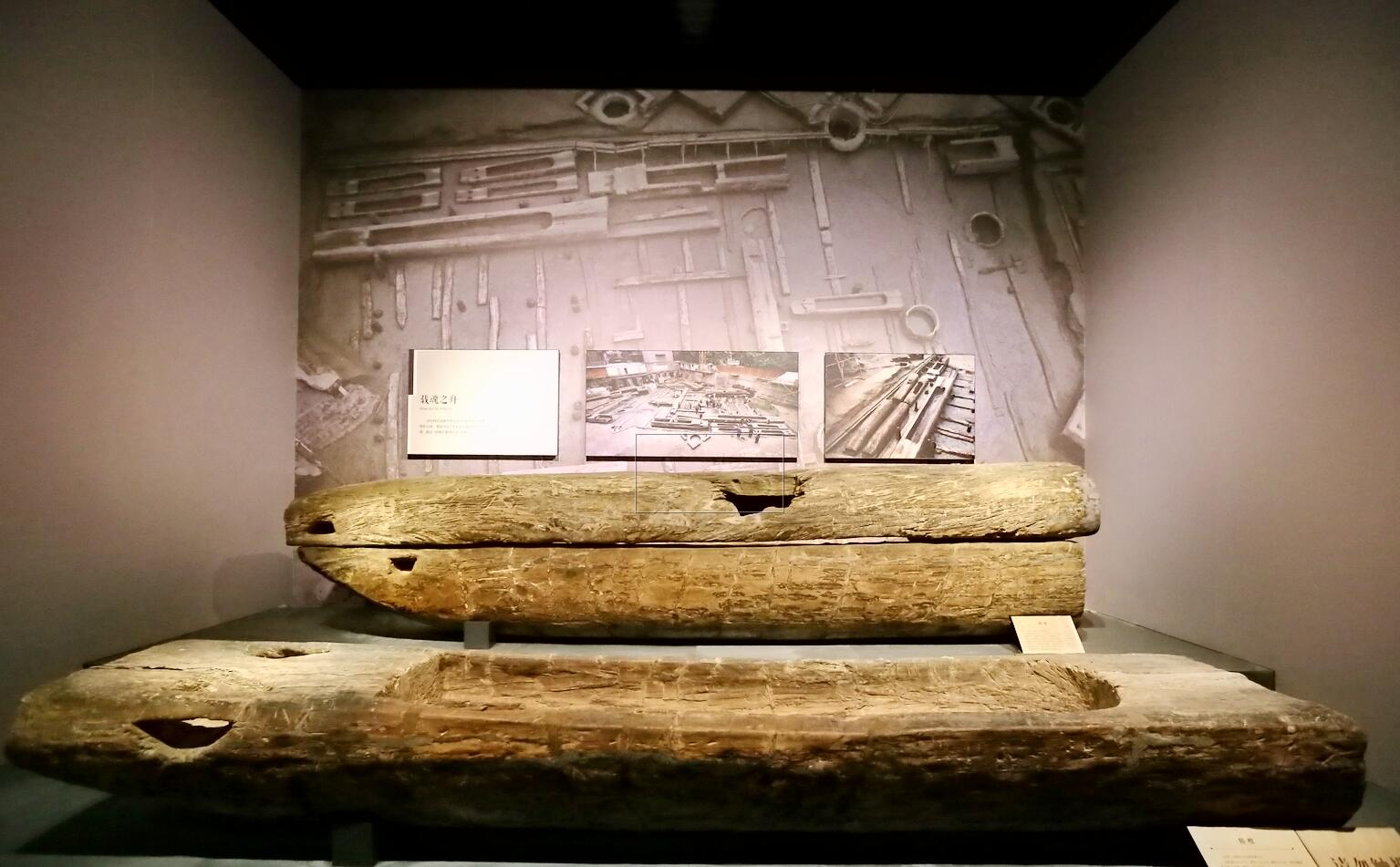
Rakev ve tvaru lodě ze starověkého království Šu v muzeu v Čcheng-tu

- Příslušníci vyhynulého etnika Po z provincií Sečuán a Jün-nan jsou známí rakvemi zavěšenými na útesech. Některé z nich měly rovněž tvar lodi.
- Společná hrobka rakví ve tvaru lodi – v Čcheng-tu v provincii S’-čchuan (Sečuán) v Číně.[25]

- Na pohřebišti v sečuánském Čcheng-tu byla v roce 2000 nalezena řada rakví ve tvaru lodě v hrobce z období starověkého království Šu, jehož trvání se shoduje s Obdobím Jar a podzimů (770–476 př. n. l.) a Obdobím válčících států (476–221 př. n. l.).[26][27] Hrobka měřila 30,5 × 20,3 m a byla 2,5 m hluboká.[28] Obsahovala celkem 17 rakví. Největší rakev ve tvaru lodě je 18,8 m dlouhá a 1,5 m široká a obsahovala velké množství předmětů.[28]

- Počátkem roku 2017 bylo v okrsku Čching-paj-ťiang města Čcheng-tu nalezeno téměř 200 hrobek s rakvemi ve tvaru lodí.[26][27] V hrobkách bylo odkryto mnoho bronzových artefaktů.[26]

- Podobně bylo následujícího roku oznámeno, že v okrese Pchu-ťiang městské prefektury Čcheng-tu byly nalezeny hrobky s 60 rakvemi ve tvaru lodi.[29] V hrobkách se našlo více než 300 artefaktů z keramiky, bronzu, železa a bambusu. Nechyběly ani zbraně, mince a skleněné perly.[29]

### Japonsko
Rakve ve tvaru lodí byly nalezeny také v Japonsku. Nejstarší z nich byla objevena při výstavbě čtvrti Kita-ku ve městě Nagoja. Další rakev ve tvaru lodi pocházející z 2. poloviny období Jajoi byla objevena v hrobce v severním Kjótu. Pohřební výbava obsahovala mimo jiné náramky z kobaltového skla a ze železa a několik železných mečů. V období Kofun se v Japonsku vyráběly terakotové sošky rakví ve tvaru lodí zvané haniwa. Jejich účel není přesně znám, zřejmě sloužily jako rituální symboly.

### Filipíny

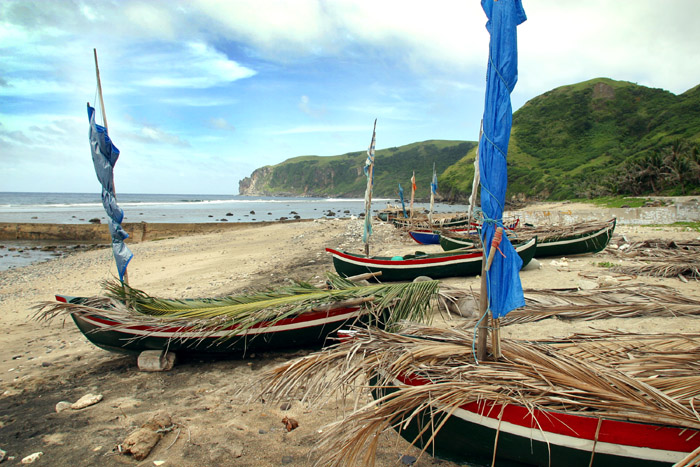
Rybářské loďky tataya se svinutými plachtami a zakryté palmovými listy

Na Filipínách existuje řada pohřebišť s pohřby v lodích a hroby ve tvaru lodi. I dnes připomínají rakve na Filipínách stále kánoe zhotovené z vydlabaných kmenů. Náhrobky na pohřebišti Chuhangin a Nakamaya v provincii Batanes mají tvar lodi s výraznou přídí a zádí. Byly vytesány z kamene tak, aby připomínaly obrys tradiční rybářské loďky tataya. Přídě těchto „lodí“ jsou vyrovnány s pásem Mléčné dráhy. Naznačuje to možnost víry, že lodě převezou mrtvé na nebesa a ke hvězdám
Asi 1500 kilometrů od Batanes se ve čtvrti Tuhian v Catanauanu v provincii Quezon nachází další pohřebiště s hroby ve tvaru lodí. Jejich přídě jsou orientovány stejně jako v provincii Batanes. Rozdíl je pouze v tom, že náhrobky v Catanauanu byly vytesány z korálových desek, nikoli z kamene, a že hroby v Batanes obsahovaly pouze jeden pohřeb, zatímco v Catanauanu obsahovaly více pohřbů.
Orientace obou pohřebišť slouží jako důkaz víry v posmrtný život, kdy byly lodě považovány za dopravní prostředek pro „plavbu“ na nebesa a ke hvězdám. 
V 16. století si španělští kolonizátoři všímali pohřebiště na ostrově Boholu. V jedné zprávě o pohřbu se uvádí:
„Na některých místech zabíjejí otroky a pohřbívají je s jejich pány, aby jim sloužili v posmrtném životě. Provádí se to tak, že se loď naloží více než šedesáti otroky, naplní se jídlem a pitím a pohřbívaný pán se uloží na palubu. Pak se celá loď i s živými otroky pohřbí v zemi.“

### Vietnam
Vietnamská kultura Dong Son z doby bronzové je archeologům známa koncentracemi rakví ve tvaru lodi. Na 44 místech ve Vietnamu bylo nalezeno 171 takových rakví, převážně právě na pohřebištích spojených s kulturou Dong Son. Některé z těchto rakví obsahovaly tělo nebožtíka s pečlivě naaranžovanou pohřební výbavou. Rakve se rovněž nacházely strategicky blízko vodních toků či ploch.